# 大潟村マイタウンバス

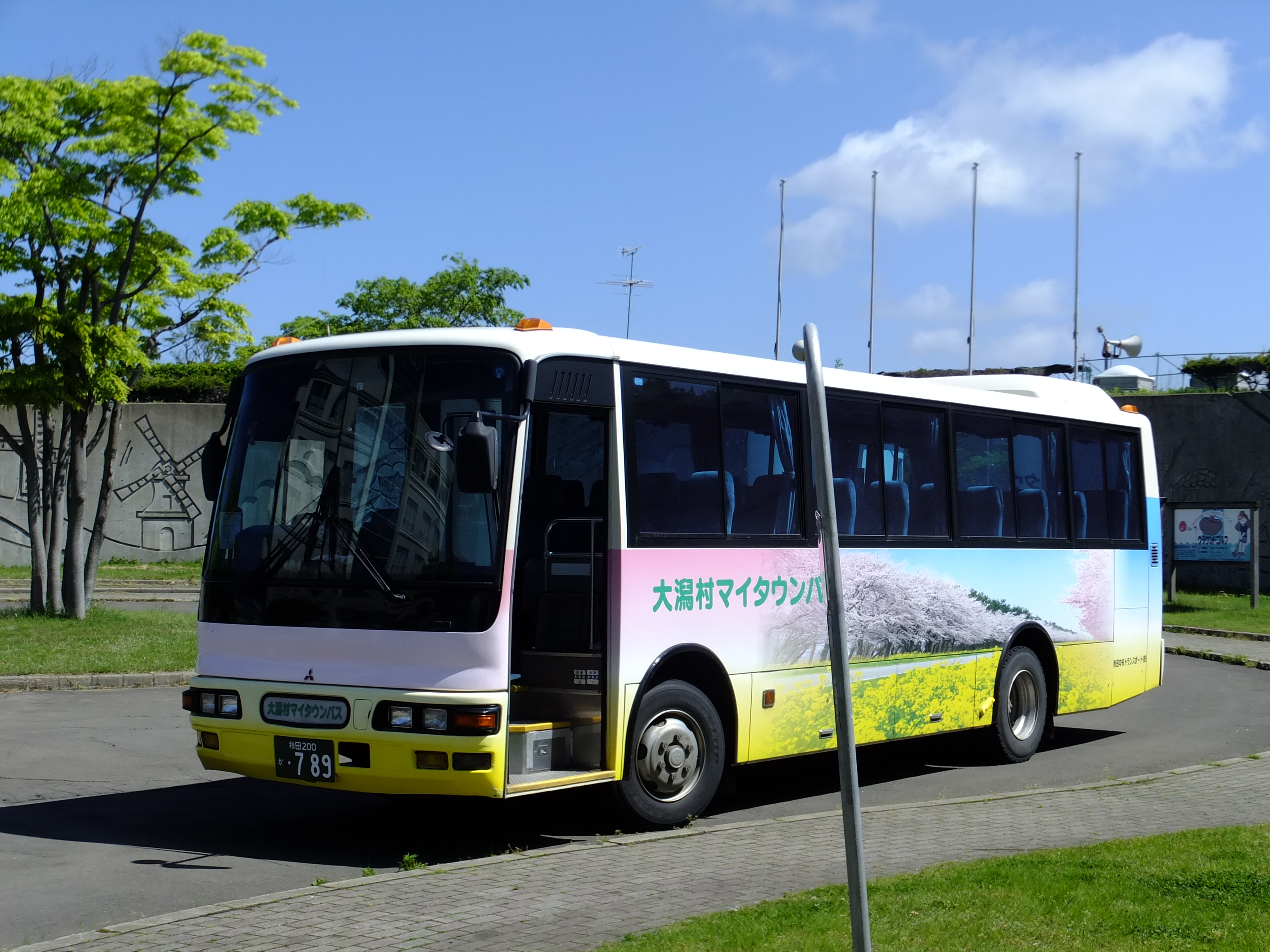
大潟村マイタウンバス

大潟村マイタウンバス（おおがたむらマイタウンバス）は、秋田県大潟村がかつて運行していたコミュニティバス。秋田中央交通の一般路線廃止に伴い廃止代替バスとして運行開始された。運行は、秋田中央トランスポート（秋田中央交通グループの分離子会社）に委託されていた。南秋地域広域マイタウンバスに包摂されたため廃止された。

## 概要
- 路線は、八郎潟方面路線（八郎潟・湖東病院線）、村内巡回路線（大潟西線、大潟東線）の計3路線である。
- 運賃は1乗車100円（小人同額）。
- 日曜・祝日は八郎潟・湖東病院線の一部便が運休する。

## 沿革
- 2008年（平成20年）10月1日 - 秋田中央交通による村内路線（大潟線・大潟西線）の廃止に伴い、大潟村が循環バスの試験運行を開始する。
  - 運行が開始された時期から2010年（平成22年）3月31日までの間は試験運行期間であったため運賃は無料であった。
  - 「買い物バス」として五城目町や男鹿市のショッピングセンターへの送迎バスが「ポルダー潟の湯」の休館日に設定された。運賃は無料であった。
- 2011年（平成23年）4月1日 - 「大潟村マイタウンバス」として運行が開始される。
  - 旧「大潟村循環バス」の路線は八郎潟・湖東病院線とされ（経路変更なし）、大潟西線、大潟東線を新設する。
- 2019年（令和元年）9月30日 - 「大潟村マイタウンバス」としての運行が終了。

## 路線
※以下は2011年4月1日現在の情報である。

### 八郎潟・湖東病院線
- （湖東病院前行き） 多目的運動広場 - 体育館前 - 保育園前 - 役場入口 - 生物資源利用センター前 - カントリー公社事務所前 - 八郎潟駅前 - 湖東病院前
- （多目的運動広場行き） 湖東病院前 - 八郎潟駅前 - カントリー公社事務所前 - 生物資源利用センター前 - 役場入口 - 東二丁目 - 体育館前 - 多目的運動広場

### 大潟西線
- ふれあい健康館 - 保育園前 - 東二丁目 - 体育館前 - ふれあい健康館
  - 全区間フリー乗降区間である。

### 大潟東線
- ふれあい健康館 - 体育館前 - 東二丁目 - 保育園前 - ふれあい健康館
  - 全区間フリー乗降区間である。